# Rydberg (månkrater)
Rydberg är en nedslagskrater på månens baksida, söder om Mare Orientale. Rydberg har fått sitt namn efter den svenske fysikern Janne Rydberg.